# 高度な気道確保
高度な気道確保（こうどなきどうかくほ、英: Advanced airway management）とは、高度な訓練、手技、侵襲を伴う気道確保の下位分類である。これには、患者の肺と外界との間の明確な流路、すなわち気道を確保するために行われる様々な手技が含まれる。もう一つの気道確保の下位分類には、基本的な気道確保（または基本的な気道管理、basic airway management）が挙げられる。前者は二次救命処置、後者は一次救命処置で行われることが想定されている。なお、Airwayは本来の解剖学的構造としての気道と人工的な気道の2つの意味を有するが、本項においては前者を気道、後者をエアウェイと区別して記述する。
気道確保は、気道の閉塞を解除または防止することで達成される。閉塞は、患者自身の舌や気道の他の解剖学的構成要素、異物誤嚥、大量の血液や体液、食物残渣の誤嚥など、さまざまな原因によって引き起こされる可能性がある。
侵襲的な気道確保手技の中には、「盲目的」に行えるものがあれば、または声門直視下で実施されるものもある。声門の可視化は、喉頭鏡による直接喉頭展開によるか、近年開発されたビデオ喉頭鏡を利用することで可能となる。
頭部後屈あご先挙上法（head tilt/chin lift）や下顎挙上法（jaw-thrust maneuver）などの基本的な気道管理とは異なり、高度な気道確保は、医療機器の用い方と高度な訓練に依存する。

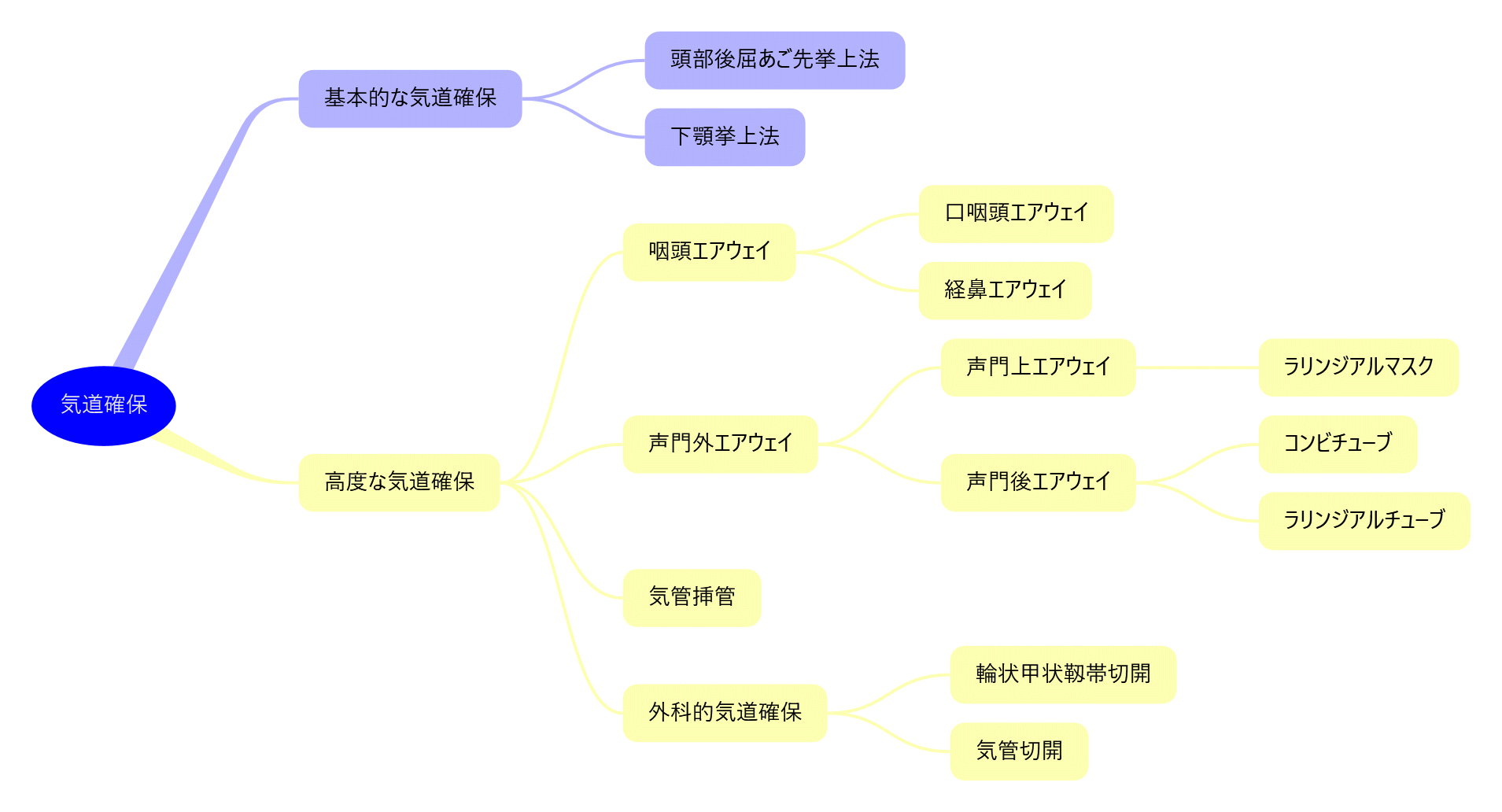
気道確保の分類。上から下になるほど、侵襲が大きくなり、手技完了に時間を要するようになり、難易度も高くなる。

大まかに侵襲度が低い順に、口咽頭エアウェイ、経鼻エアウェイ、ラリンジアルマスクとなる。さらに、声門下の器具、例えば気管挿管、最終手段として外科的気道確保が続く。ラリンジアルマスクや気管挿管は全身麻酔でも用いられている。
高度な気道確保は、心肺蘇生法、麻酔、救急医学、集中治療医学において重要な要素である。重症患者に対応するための心肺蘇生のABCのAは、気道確保（Airway management）を意味している。多くの場合、気道確保は容易である。しかし、中には困難なものもある。その困難さの度合いはある程度は予測可能である。最近のコクランのシステマティックレビューでは、気道確保の困難さ（困難気道）を予測するために一般的に用いられる様々なベッドサイド検査の感度と特異度が検討されている。これらベッドサイド検査はスクリーニング検査として感度が高いことが期待されるが、いずれも感度は低く、特異度は高かった。つまり、困難気道の予測精度は低いが、困難気道ではないことの予測精度は高い。

## 咽頭エアウェイ
咽頭エアウェイとは、自発呼吸のある患者に対して、気道の開通した状態を維持する目的で、舌をのどの奥から避けるために用いるものである。舌による気道閉塞は、意識レベルが低下しているときによく起こる。咽頭エアウェイには、経鼻エアウェイと口咽頭エアウェイがある。これらのデバイスは、最も単純な人工エアウェイである。医師だけではなく、救急標準課程の講習を修了した救急隊員ないしは救急救命士にも使用が認められている。全身麻酔により意識消失した患者のマスク換気が困難である際にも咽頭エアウェイ留置は推奨されてい る。

### 口咽頭エアウェイ

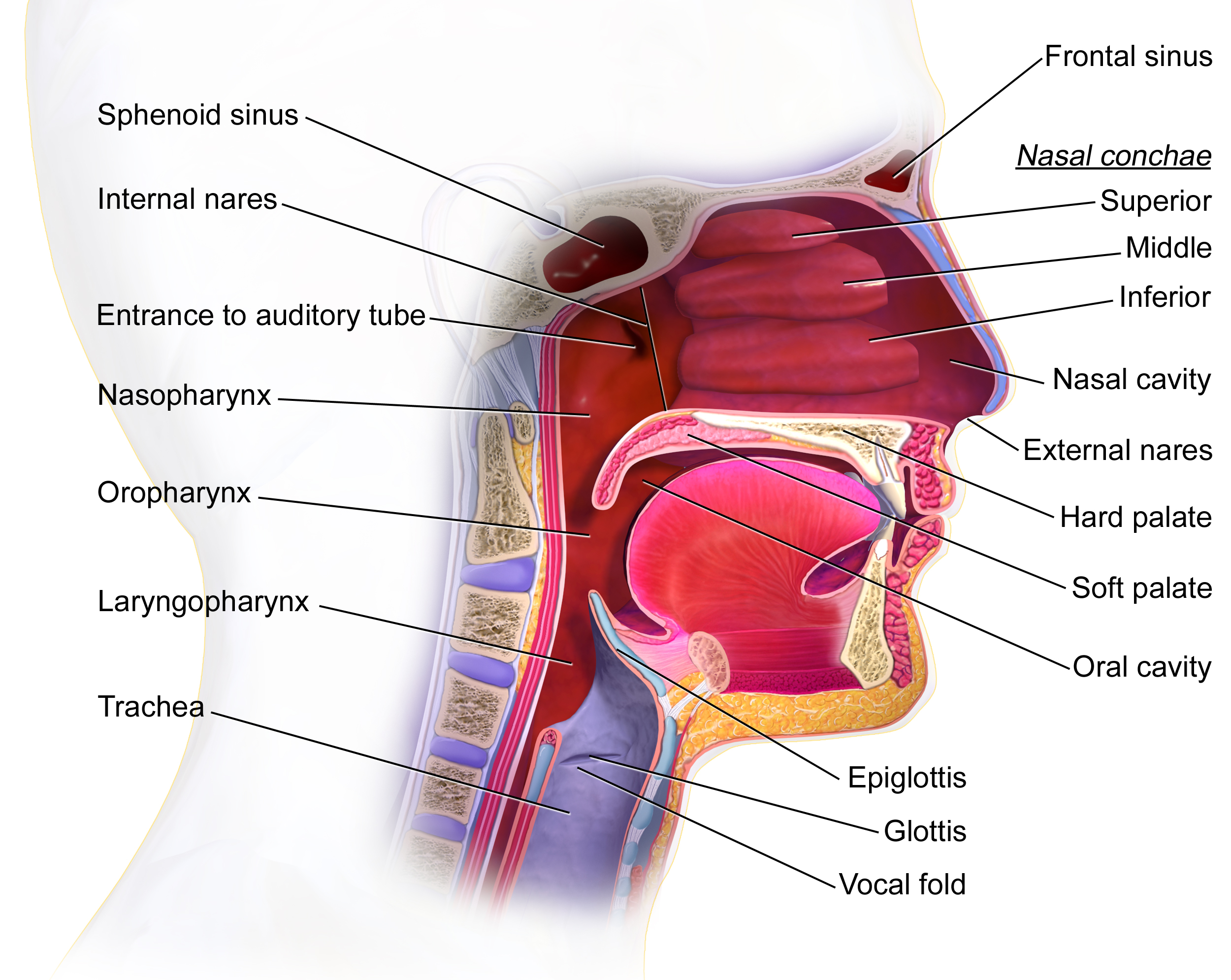
口と咽頭の解剖構造

口咽頭エアウェイは、口腔咽頭から挿入される硬いチューブで、舌を喉の奥から遠ざけるために舌の上に留置する。経鼻エアウェイよりもよく用いられる。口咽頭エアウェイは、咽頭反射のない深昏睡または意識消失の患者にのみ用いるべきである。口咽頭エアウェイを留置すると、咽頭反射が刺激され、嘔吐、誤嚥、喉頭痙攣を引き起こすことがある。口咽頭エアウェイ留置による合併症には、歯や口腔内組織の損傷、逆に気道閉塞を悪化させる（不適切なサイズのエアウェイ使用による）、などがある。

### 経鼻エアウェイ
経鼻エアウェイは、鼻から喉の奥に通す柔軟なチューブである。口咽頭エアウェイに比べて咽頭反射を刺激しにくいため、ある程度意識があり、咽頭反射に異常がない患者に用いられる人工気道である。また経鼻エアウェイは、開口制限や口腔外傷などの口咽頭エアウェイが使用できない状況でも用いることができる。経鼻エアウェイは、チューブが頭蓋内に入る危険性があるため、頭蓋底骨折の疑いがある場合は一般的に推奨されない。また、著しい顔面外傷がある場合は禁忌である。鼻出血はよくある経鼻エアウェイの合併症で、抗凝固剤内服患者ではリスクが高い。

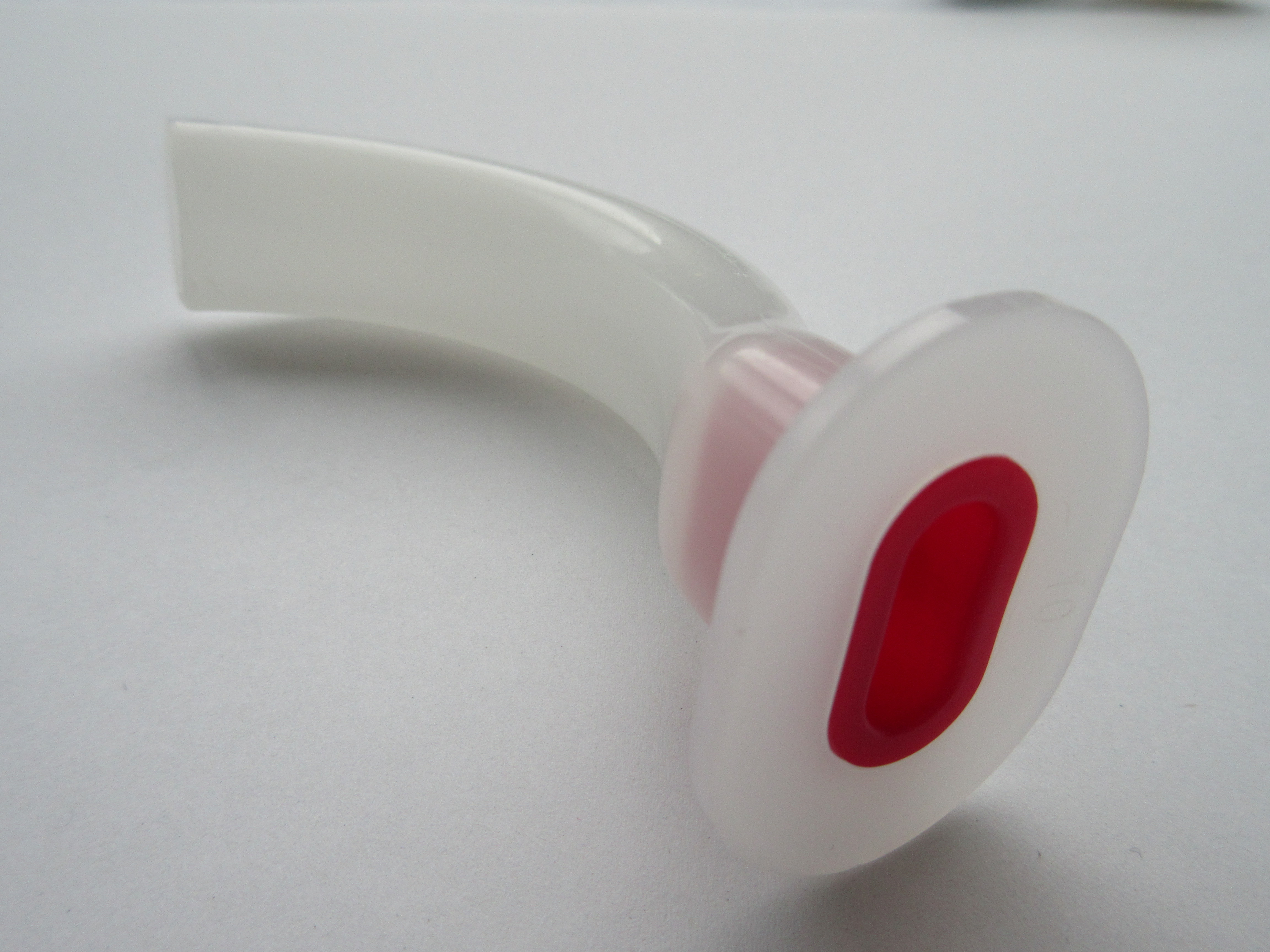
口咽頭エアウェイ
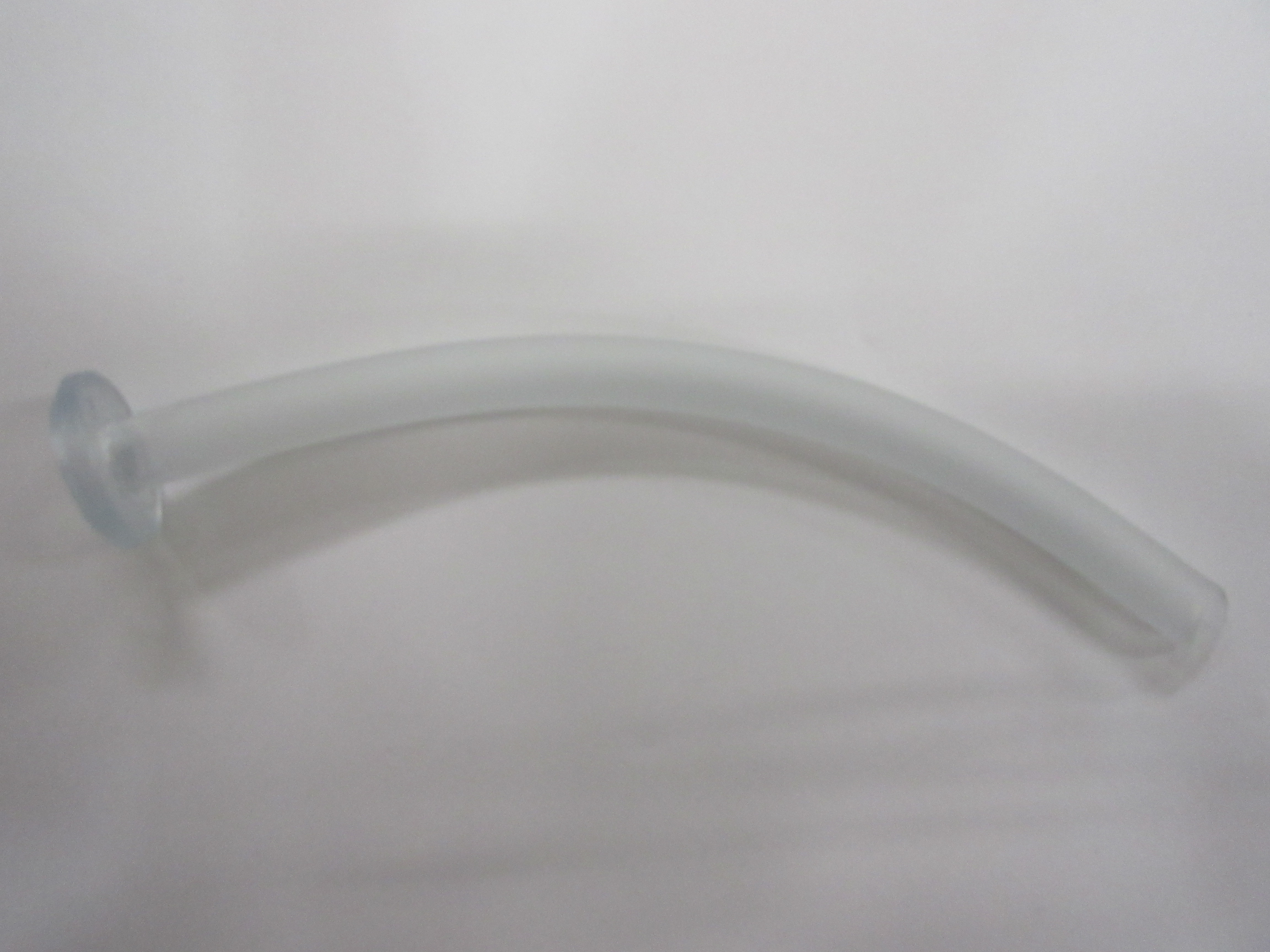
経鼻エアウェイ
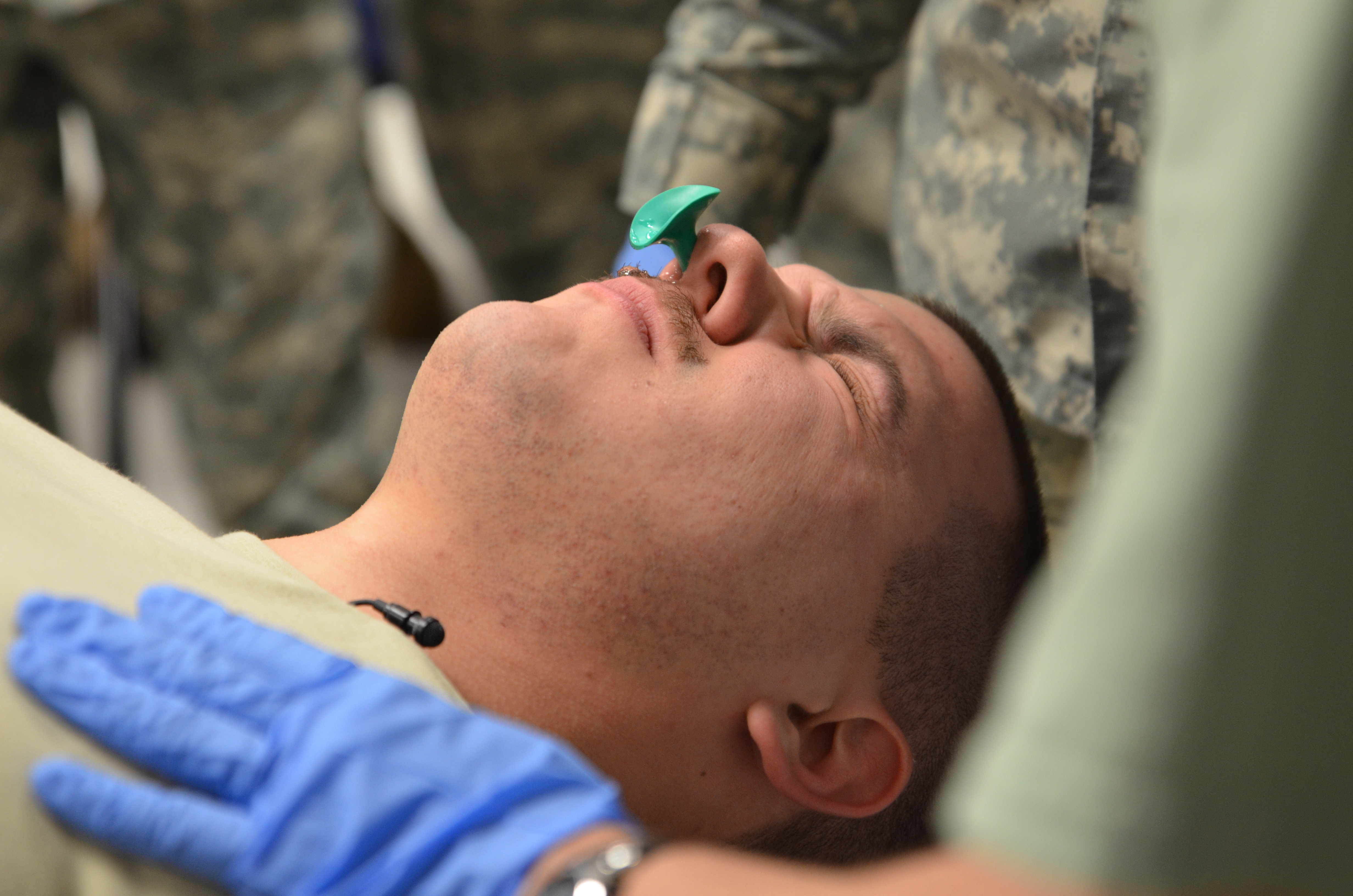
実際に留置されている経鼻エアウェイ

## 声門外エアウェイ
声門外エアウェイ（Extraglottic airway devices: EGD）は、気管に入ることなく、気道の開通した状態を維持する器具である。EGDは酸素化と換気には特に効果的である。心肺蘇生時などの最初の気道確保や、他の装置で気道確保ができなかった場合のレスキュー器材としても使用することができる。EGDは、肥満患者や顔面に大きな外傷がある患者にとって、特に優れた救助装置である。しかし、EGDでは、気管の閉塞または誤嚥に対しては保護できない。確実な気道確保までは、EGDを数時間用いることがある。
EGDは、胃から空気を抜けたり（胃減圧）、内腔から気管挿管を行えたりなど、種類によって特徴が異なる。すべてのEGDは、声門を直接見ることなく設置できる（「盲目的（blind）」留置とも呼ばれる）。EGDは、声門上エアウェイと声門後エアウェイに分類することができる。声門外エアウェイのうち、ラリンジアルマスクと食道閉鎖式エアウェイ（コンビチューブ）は、医師以外に救急救命士による使用が認められている。救急救命士資格を持たない救急隊員が使用可能なのは上述の咽頭エアウェイまでとなる。

### 声門上エアウェイ
声門上エアウェイ（または声門上器具、英: Supraglottic airway、SGA）は、声門開口部を密閉し、酸素を直接気管に送り込むものである。SGAはすべてラリンジアルマスクとその亜種よりなる。いくつかのメーカーがこの装置を製造しており、最もよく知られているのはラリンジアルマスクである。SGAの気道確保の成功率は異なるモデル間で同様であり、これらの装置により98％以上の患者で有効な換気が可能となる。声門上エアウェイは30秒以内に留置できるため、緊急時に用いるのに有利である。重度の合併症を起こすことは珍しく、通常は留置時に咽頭の神経や軟組織が障害されることによって生じる。

### 声門後エアウェイ
声門後エアウェイは、声門の後ろから食道に入り、酸素を気管に直接供給できるように密閉するものである。声門後エアウェイは喉頭チューブとして設計されている。声門後エアウェイの例としては、食道閉鎖式エアウェイ（コンビチューブ）とラリンジアルチューブがある。声門後エアウェイ間の有効性を比較した研究は不足している。声門上エアウェイと同様、声門後エアウェイの合併症の多くは、留置時の咽頭の損傷に起因する。食道閉鎖式エアウェイの初期型は1968年に開発された。

## 気管挿管

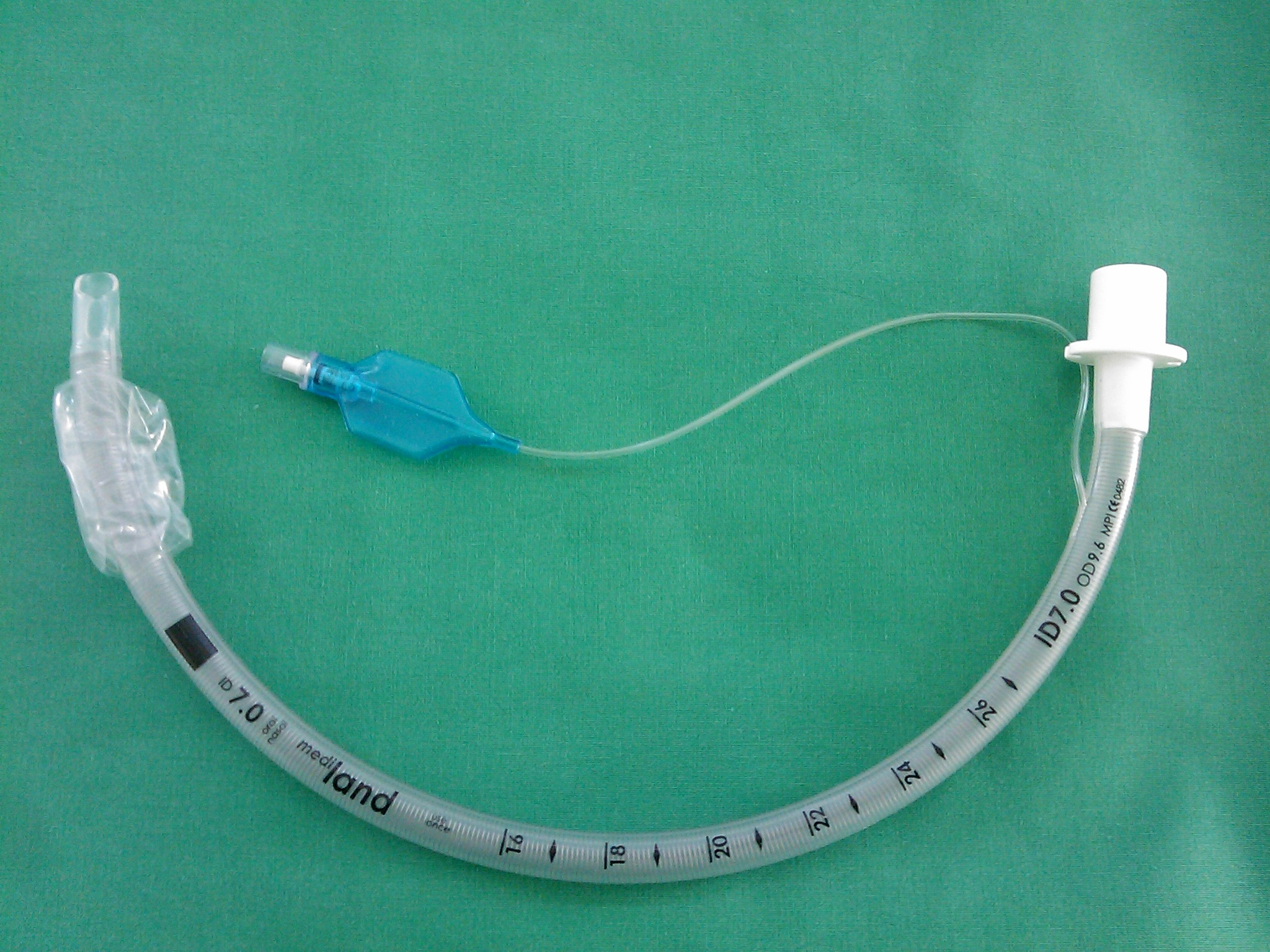
気管挿管に用いられるカフ付き気管チューブ

気管挿管は、単に挿管と呼ばれることもあるが、気管にプラスチックやゴムの柔軟なチューブを挿入して、気道を確保したり、特定の薬物を投与するための導管として機能させることである。重症外傷、重病、麻酔中の患者において、機械換気など、肺の換気を促進し、窒息や気道閉塞を防ぐために頻繁に行われるものである。最も確実な気道確保の手段であり、病院内における有用性について疑問の余地はないとされる。最も広く行われているのは、気管チューブを口と声帯から気管に通す経口気管挿管である。経鼻挿管では、気管チューブを鼻を経由して声帯から気管に通す。医師以外に、所定の講習と実習を受けた救急救命士が気管挿管を行うことができる。

### 適応
より侵襲的でより確実なエアウェイが、関連するリスクに見合うかどうかを判断するための特定の適応やガイドラインがあり、適応は以下の通りである。
- 呼吸不全
- 無呼吸ないしは呼吸停止
- 意識レベル低下（altered level of consciousness）（英語版）、急速な精神状態の変化、Glasgow Coma Scaleのスコアが8未満（GCS<8）
- 腹部または胸部への穿通性外傷（英語版）などの重症外傷（英語版）
- 気道の直接損傷や顔面の熱傷
- 誤嚥の危険性が高い

### 手技

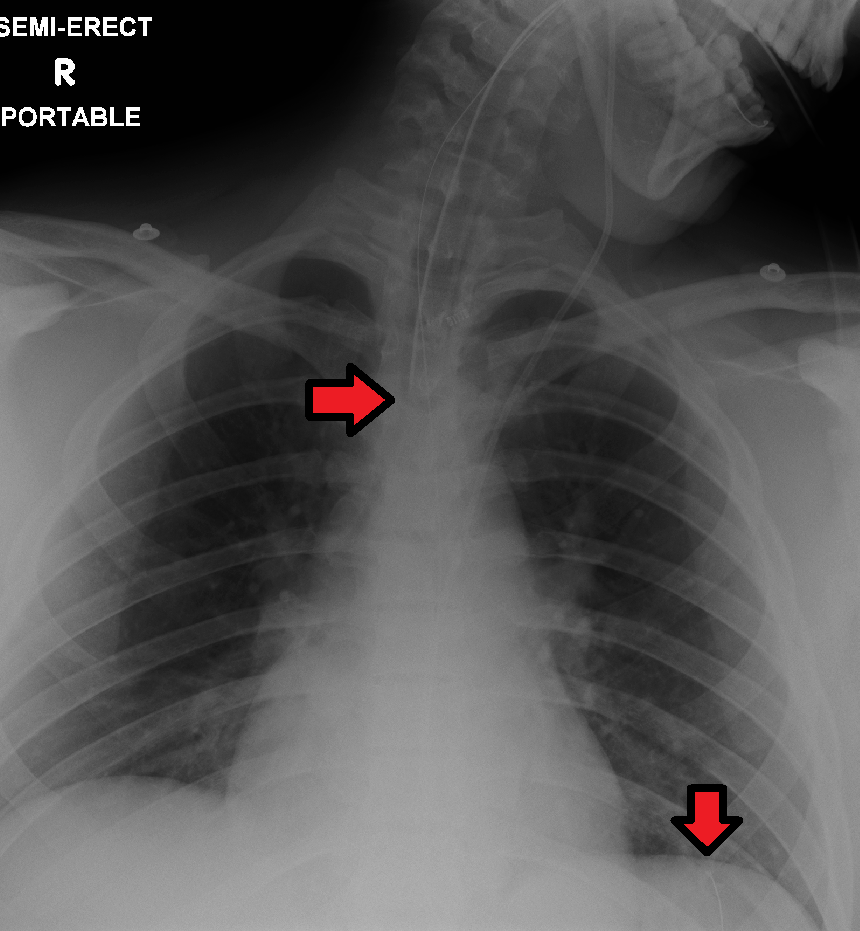
気管チューブの先端（上矢印）と胃管の先端（下矢印）

気管挿管は、声帯を直接観察できる喉頭展開で行うのが一般的である。喉頭鏡のブレードの形状や長さには様々な種類があり、その中から選択することができる。また、ビデオ機構を内蔵した挿管器具も多数発売されている。グライドスコープ（Glidescope）は、喉頭鏡のブレードがケーブルで液晶ディスプレイに接続されており、従来の喉頭鏡とは少し違った挿管手技が必要である。マックグラス（McGrath）は、ブレードに直接小型のディスプレイを取り付けたコンパクトなデザインになっている。従来型喉頭鏡と比較した場合、ビデオ喉頭鏡の方が挿管失敗が少なく、特に困難気道とされる患者において、挿管失敗が少ないことが研究で示されている。

### 気管チューブの位置確認
気管チューブの留置が成功したことを確認するための最も一般的な方法は、チューブが声帯を通過していることを直接目で確認することである。副次的な確認方法としては、カプノグラフィ、酸素飽和度、胸部X線撮影、または換気に伴う胸郭の上昇と左右の呼吸音が同じであることが挙げられる。

## 外科的気道確保

輪状甲状靱帯切開では、甲状軟骨と輪状軟骨の間にある輪状甲状靱帯を切開または穿刺する。

外科的気道確保とは、上気道を迂回して下気道に直接アクセスするために、声門の下で外科的切開を行うものである。外科的気道確保は、気管挿管に失敗した場合、気管挿管が実行不可能な場合、または禁忌の場合に、最後の手段として行われる。方法としては、輪状甲状靭帯切開と気管切開がある。
輪状甲状靱帯切開とは、輪状甲状靱帯を切開して、気管に人工エアウェイを設置できるようにする手技である。気管切開よりも迅速に行え、出血や甲状腺組織の損傷を起こしにくいため、緊急時に気道確保のための第一選択となる手術法である。輪状甲状靱帯切開は、より確実な気道が確保されるまで用いることができる仮のエアウェイを形成するものである。
気管切開は、首の前面から気管までを切開する手技である。切開してできた開口部から気管切開チューブを入れることで、鼻や口ではなくチューブで呼吸できるようになる。「気管切開」は気管を切開する手技であり、「気管切開孔（気切孔）」は切開によってできた気管の開口部を指す。気管切開の最も一般的な急性合併症は、神経損傷によって会話や嚥下が困難となること、切開部位の長引く出血、気胸である。気管切開が緊急の状況で適応となることは稀である。緊急時には、この手技は輪状甲状靱帯切開よりも合併症の発症率が高いため、利点はない。気管切開は、長期間の人工呼吸器の使用など、長期的に用いることができる気道を確保するために、管理された環境で行われる待機手術が一般的である。気管切開は複雑な手技とされ、外科医によって手術室で行われるのが望ましい。

## 小児での考慮事項

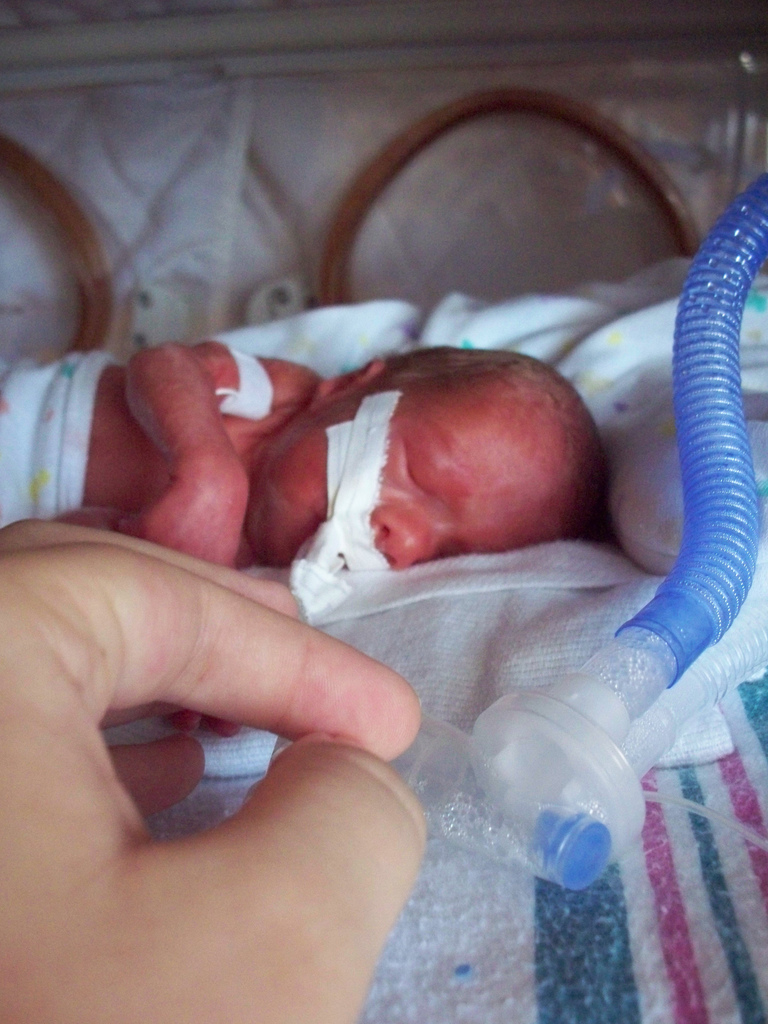
人工呼吸器を装着した未熟児

小児は単なる小さな大人ではない。単にサイズが小さいだけでなく、多くの点で独特の存在である。成人とは解剖学的に多くの基本的な違いがあり、気道管理に影響を与えることがある。例えば、子供の頭は体全体の大きさに比例して大きくなっている。そのため、アライメントに問題が生じ、適切な気道の解剖学的ランドマークを正しく視覚化することが大幅に難しくなる可能性がある。例えば、弾力性のある気道をよりよくコントロールするために、喉頭鏡のブレードは、曲型ではなく直型を選択するなど、子どもの解剖学的構造の違いは機器の選択にも影響する。正しい機器選択をすることは重要であり、小児救急の現場で迅速かつ正確な判断をするために、色分けされた小児救急用テープ（Broselow tape）が作られたほどである。出生時の合併症、先天性疾患（ダウン症など）、さらには最近の病気や鼻づまりすら、小児の気道管理への取り組み方に影響を与えることがある。
換気、さまざまなエアウェイ、挿管が全て失敗した場合、「換気不能挿管不能（Cannot Ventilate, Cannot Intubate: CVCI）」と呼ばれる窒息切迫の恐ろしい状況になる。一般的には、このような場合に輪状甲状靭帯切開が試みられることになる。しかし、子供の場合、気道が非常に柔らかいため、この厄介な手技はさらに困難となる。気管から食道まで誤って穴を開けてしまう可能性が非常に高くなる。このリスクが非常に高いため、5～6歳未満の子供にはこの手技は禁忌とされている。